# Facturation individuelle des établissements de santé
La facturation individuelle des établissements de santé, ou FIDES, est un mode de facturation de l'activité des établissements de santé en France. Elle doit succéder à terme à la tarification à l'activité (T2A).
Son entrée en vigueur a commencé en 2010 sous la forme d'une expérimentation. Au premier octobre 2015, elle est déployée dans 10 établissements de santé.
L'objectif est notamment d’une maîtrise renforcée des dépenses de santé.